# Sunshine (bài hát của David Guetta)
"Sunshine" là một bài hát của DJ người Pháp David Guetta và DJ người Thụy Điển Avicii, ca khúc nằm trong Nothing but the Beat, album phòng thu thứ năm của Guetta. "Sunshine" đã lọt vào bảng xếp hạng Swedish Charts của Thụy Điển ở vị trí thứ 59. Ngoài ra, ca khúc cũng nhận được đề cử cho hạng mục Best Dance Recording tại Giải Grammy lần thứ 54.

## Danh sách ca khúc
| Tải kĩ thuật số | Tải kĩ thuật số                       | Tải kĩ thuật số |
| STT             | Nhan đề                               | Thời lượng      |
| --------------- | ------------------------------------- | --------------- |
| 1.              | "Sunshine" (với Avicii)               | 6:01            |
| 2.              | "Sunshine (Special Features Bootleg)" | 6:09            |

## Tham gia thực hiện
Phần thực hiện được lấy từ ghi chú trong album Nothing but the Beat.
- David Guetta – sáng tác, sản xuất, phối nhạc
- Tim Bergling – sáng tác, sản xuất, phối nhạc
- Giorgio Tuinfort – sáng tác, sản xuất

## Xếp hạng
| Bảng xếp hạng (2011-2012)   | Vị trí cao nhất |
| --------------------------- | --------------- |
| Swedish (Sverigetopplistan) | 59              |